# Nicolas Schmerkin
Nicolas Schmerkin (* 11. August 1973 in Buenos Aires, Argentinien) ist ein argentinischer Filmproduzent, der in Frankreich lebt und arbeitet.

## Leben
Schmerkin absolvierte zunächst ein Studium der Biologie und Informatik. Er arbeitete anschließend vier Jahre lang in Philippe Bobers Firma The Coproduction Office, das unter anderem Spielfilme produzierte. Er gründete 1998 das französische Filmmagazin Repérages und arbeitete ab 2000 zunächst an Dokumentarfilmen für das Fernsehen, darunter Filmen für die Reihe Short Circuit von ARTE. Er verließ The Production Office 2001. Im selben Jahr gründete er in Paris seine eigene Produktionsfirma Autour de Minuit Productions, die sich der Förderung und Produktion von innovativen Kurzfilmen verschrieben hat. Seit 2004 vertreibt Autour de Minuit zudem Kurzfilme weltweit. Schmerkins größter Erfolg als Produzent wurde der Kurzanimationsfilm Logorama, für den er 2010 mit einem Oscar ausgezeichnet wurde.

## Filmografie (Auswahl)
- 2000: Obsessions du deuxième étage
- 2002: Crisis? What Crisis?
- 2003: Fast Film
- 2003: Do You Have the Shine?
- 2004: Mahdokht
- 2004: Obras
- 2005: Empire
- 2005: Kontrol-Eskape
- 2005: Flesh
- 2006: Prof. Nieto Show
- 2006: Carlitopolis
- 2006: Mein wahnsinniger Nachbar (Silence is Golden)
- 2007: Dog Days
- 2008: S.I.T.E
- 2008: Silken
- 2008: Dix
- 2008: Naïade
- 2009: Lila
- 2009: 4
- 2009: Logorama
- 2009: Capucine
- 2010: The Gloaming
- 2010: Civilisation
- 2010: Les statues baroques ne mâchent pas de chewing-gum
- 2010: Babioles
- 2010: Spin
- 2011: Aalterate
- 2011: The Monster of Nix
- 2011: Le crépuscule
- 2012: Chase
- 2017–2019: Nö-Nö Schnabeltier
- 2017: La mort, père et fils

## Auszeichnungen
- 2010: Oscar, Bester animierter Kurzfilm, für Logorama
- 2011: César, Bester Kurzfilm, für Logorama
- 2011: César-Nominierung, Bester Animationsfilm, für Logorama